# مشبك (عمارة)
المُشَبَّك بناء معماري تُقَسّمُ فيه النوافذ (أو الشاشات والألواح والأقبية) إلى أقسام بنسب مختلفة بواسطة قضبان حجرية أو أضلاع من القوالب.  يشير المصطلح عامةً إلى عناصر الأعمال الحجرية التي تدعم الزجاج في النافذة. قد يُرى المُشَبَّك داخل المباني وخارجها. 

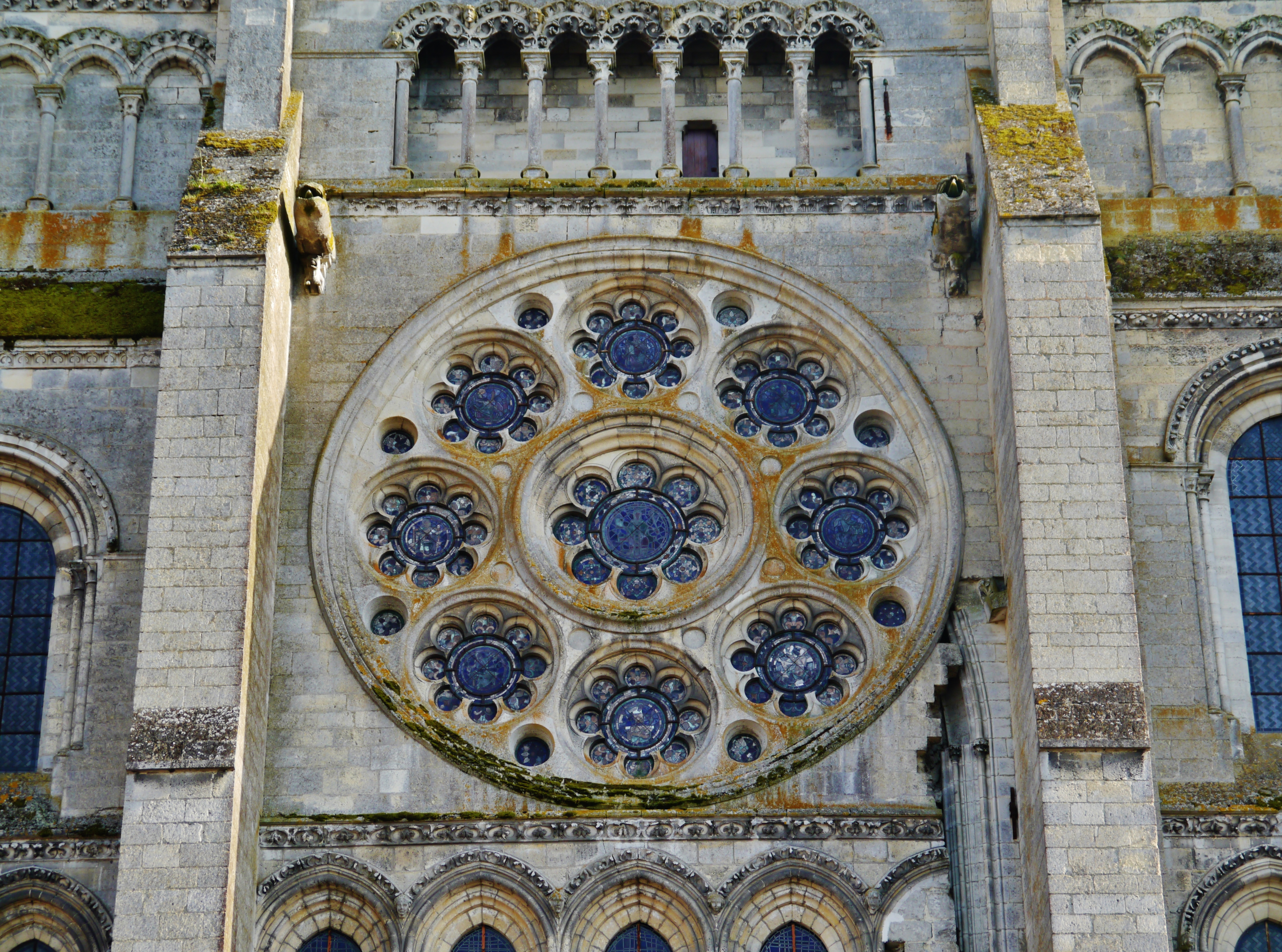
مُشَبَّك كاتدرائية لاون، نافذة الوردة الشمالية

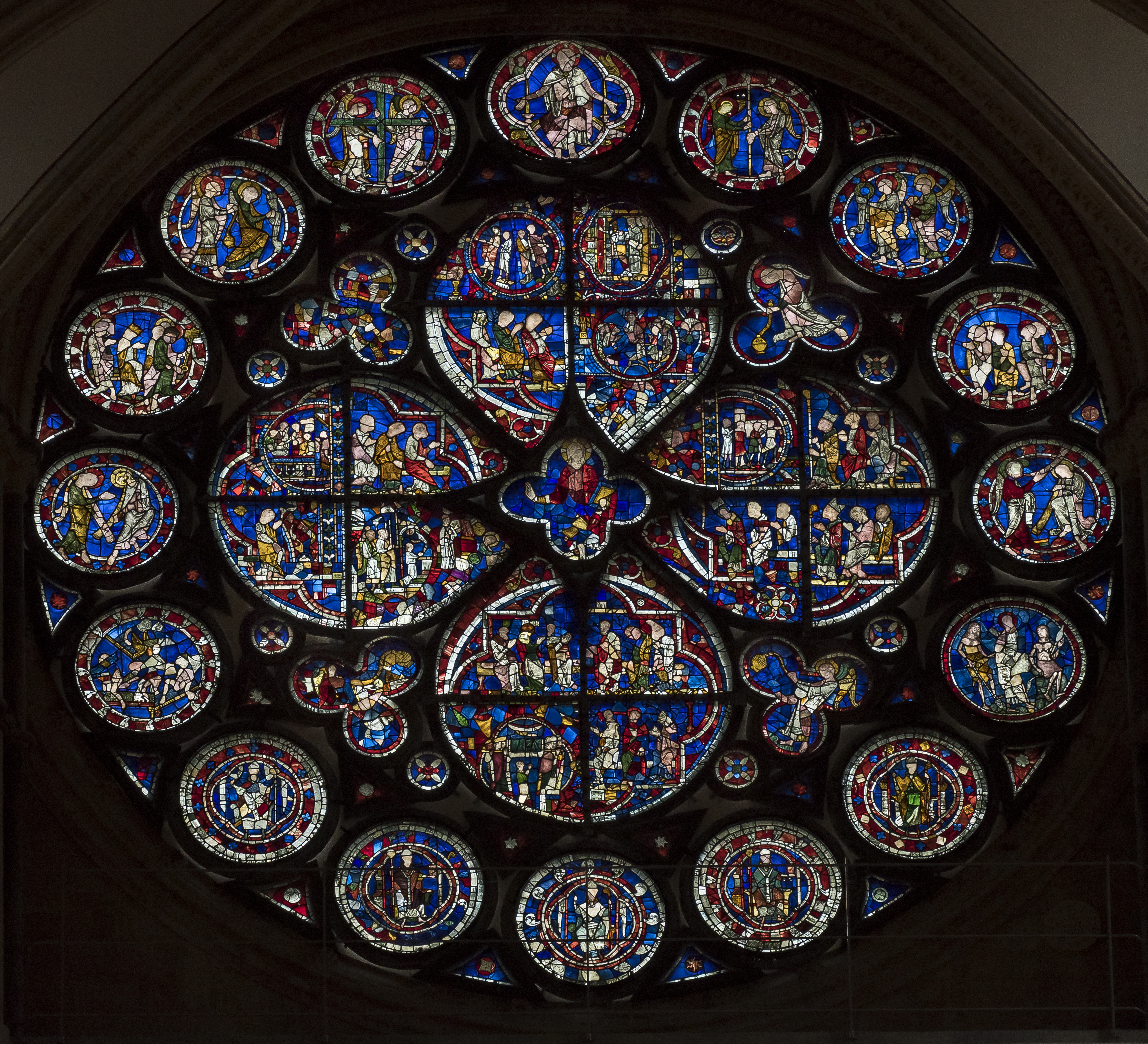
مُشبَّك لوحيّ، نافذة كاتدرائية لينكولن الوردية "عين العميد" (ج. 1225)

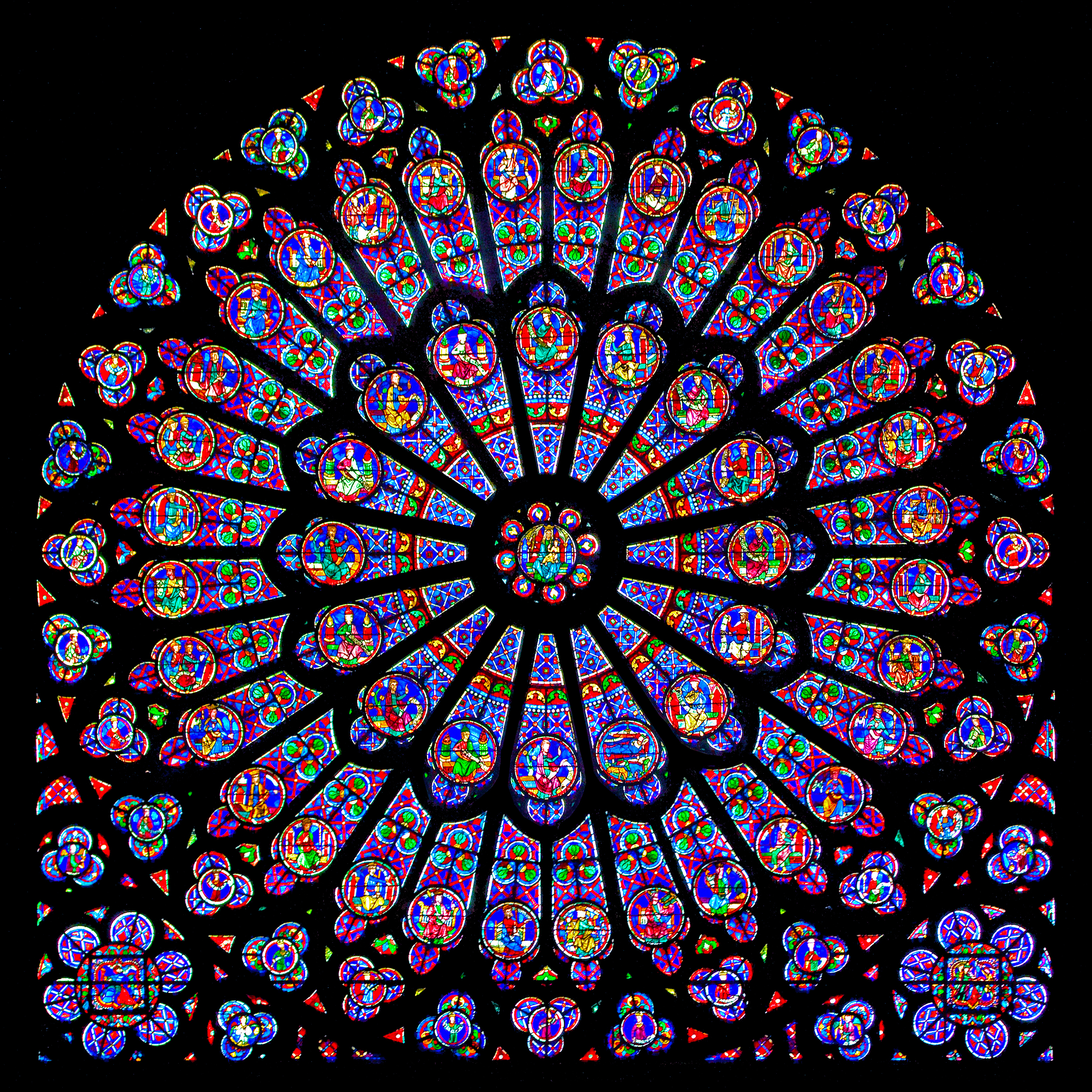
مشبَّك شعاعي، نوتردام دي باريس، نافذة وردة الشمال

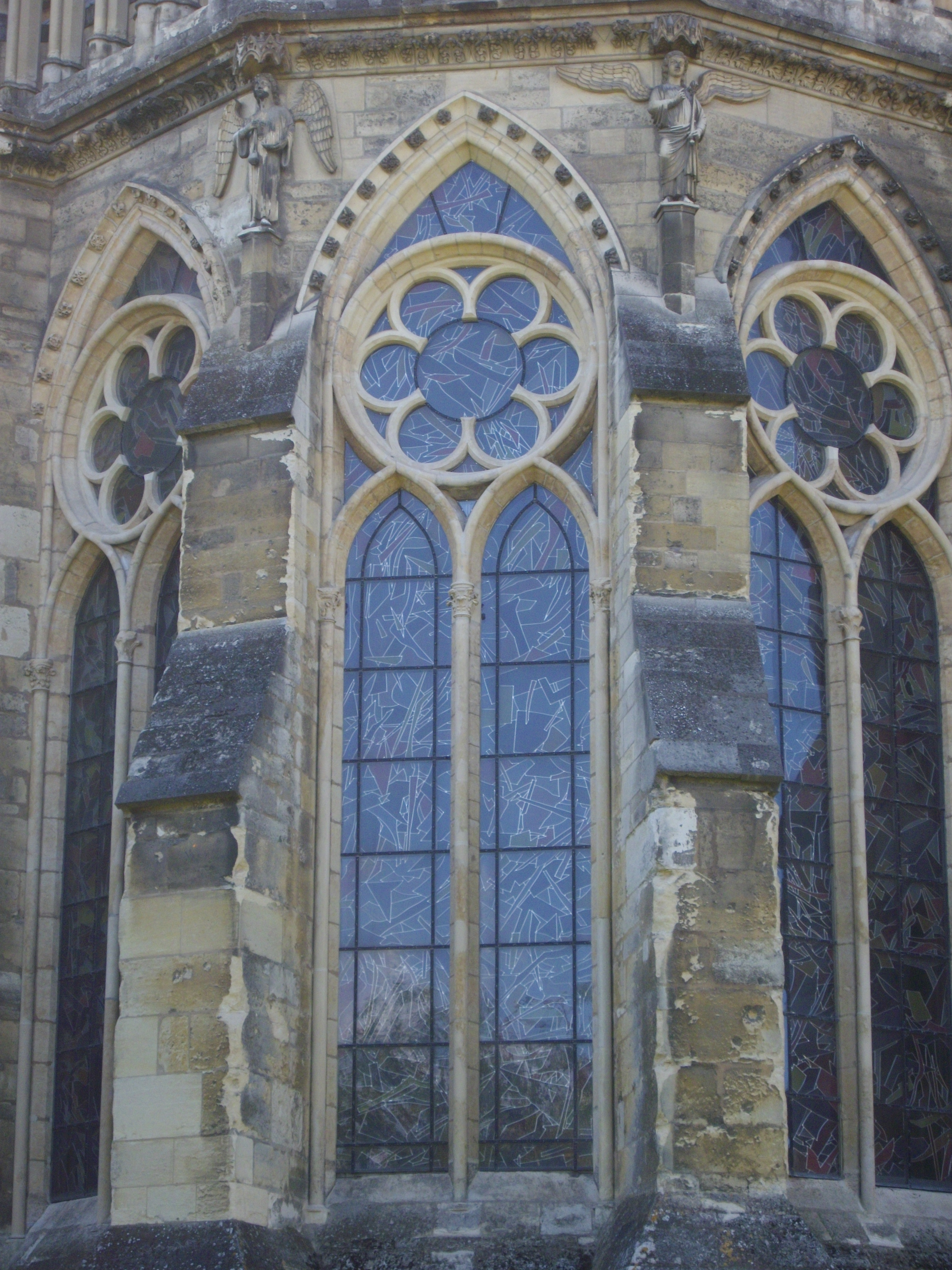
مُشبَّك به قضبان ودوائر متعرجة، كاتدرائية ريمس، كنيسة الحنية

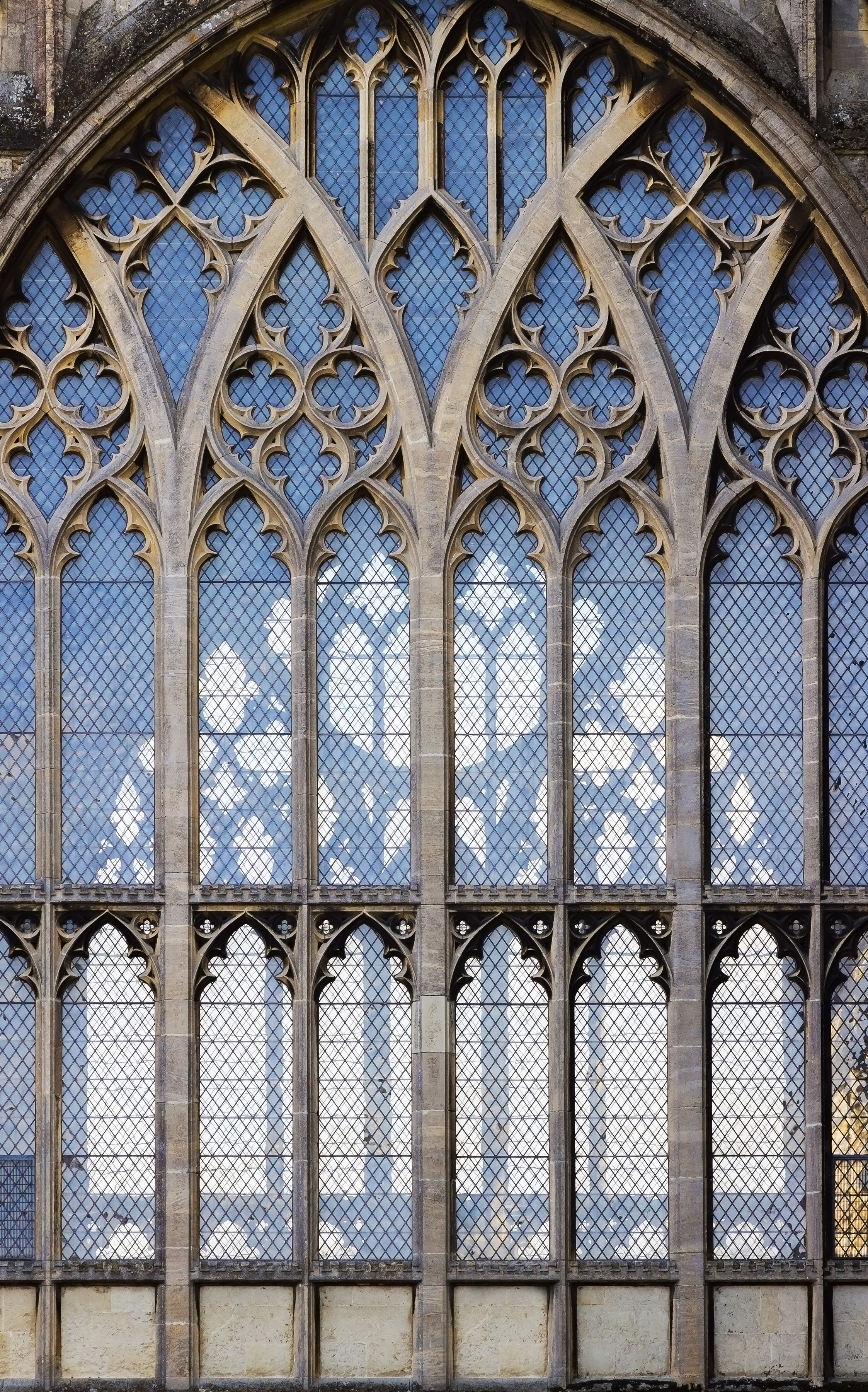
مُشبك بقضبان هندسية، كاتدرائية إيلي، كنيسة السيدة، النافذة الغربية

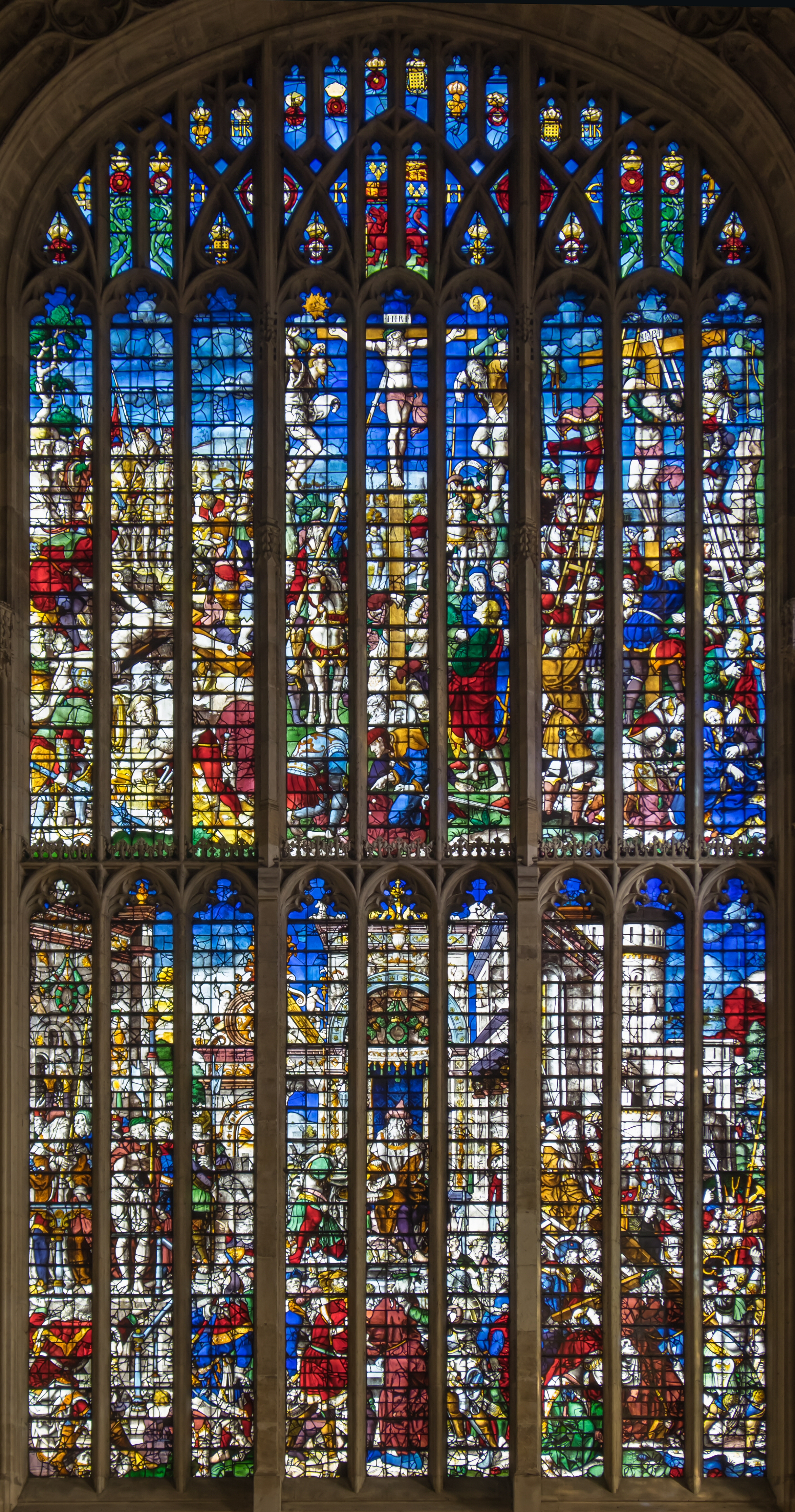
مشبك قضان متعامدة، كنيسة كلية الملك، النافذة الشرقية الكبيرة